# Paradrina schwingenschussi
Paradrina schwingenschussi là một loài bướm đêm trong họ Noctuidae.